# Toxidia arfakensis
Toxidia arfakensis là một loài bướm ngày thuộc họ Hesperiidae. Nó được tìm thấy ở New Guinea.